# Incidente de la autoinmolación en Tiananmen
El incidente de autoinmolación de la plaza Tiananmen tuvo lugar en la plaza de Tiananmén en el centro de Beijing, en la víspera del Año Nuevo Chino el 23 de enero de 2001. El incidente está en disputa; Fuentes del gobierno chino dicen que cinco miembros de Falun Gong, una práctica espiritual que es perseguida en China continental, se prendieron fuego en la plaza. Las fuentes de Falun Gong cuestionaron la exactitud de estas representaciones y afirmaron que sus enseñanzas prohíben explícitamente la violencia o el suicidio. Varios periodistas han sugerido que las autoinmolaciones fueron una puesta en escena.
Según los medios estatales chinos, un grupo de siete personas había viajado a Beijing desde la provincia de Henan, y cinco se prendieron fuego en la plaza Tiananmen. Uno de ellos, Liu Chunling, murió en Tiananmen en circunstancias controvertidas, y otro, Liu Siying, de 12 años, murió en el hospital varias semanas después; Tres sobrevivieron. El incidente recibió cobertura en las noticias internacionales, y la Televisión Central de China (CCTV) transmitió imágenes de vídeo una semana después en la República Popular de China. En la prensa china, el evento se utilizó como prueba de los "peligros" de Falun Gong, y se utilizó para legitimar la campaña del gobierno contra el grupo.
El relato oficial de los acontecimientos pronto fue objeto de escrutinio. Dos semanas después del evento de autoinmolación, The Washington Post publicó una investigación sobre la identidad de las dos víctimas de autoinmolación que fueron asesinadas y descubrió que "nadie las vio practicar Falun Gong". Otra evidencia presentada por periodistas y observadores internacionales sugiere que las autoridades chinas tenían un conocimiento anticipado de la autoinmolación.
Human Rights Watch (HRW) escribió que "el incidente estaba entre una [sic] de las historias más difíciles para los reporteros en Beijing en el momento de informar "debido a la falta de información independiente disponible. Las víctimas de la autoinmolación solo eran accesibles para los periodistas de la prensa estatal china; los medios de comunicación internacionales e incluso los familiares de las víctimas tenían prohibido contactarlos. Luego surgió una amplia variedad de opiniones e interpretaciones de lo que pudo haber sucedido: el evento pudo haber sido organizado por el gobierno para incriminar a Falun Gong; puede haber sido una protesta auténtica; los autoinmoladores podrían haber sido practicantes de Falun Gong "nuevos o no entrenados";  y otras opiniones. Varios medios de comunicación y organizaciones, entre ellas The Wall Street Journal o la ONG International Educational Development (IED) coinciden en que el supuesto incidente de la auto-inmolación fue orquestado por el Partido Comunista Chino para “demostrar” que Falun Gong lavaba el cerebro a sus seguidores para que se suicidasen y, por lo tanto, tenía que ser prohibido, al ser una amenaza para la nación.
La campaña de propaganda estatal que siguió al evento erosionó la simpatía pública por Falun Gong. La revista Time señaló que muchos chinos habían sentido anteriormente que Falun Gong no representaba una amenaza real, y que la represión del estado contra ella había ido demasiado lejos. Después de la autoinmolación, sin embargo, la campaña mediática contra el grupo ganó una tracción significativa. Se produjeron carteles, folletos y vídeos que detallaban los supuestos efectos perjudiciales de la práctica de Falun Gong, y se programaron clases regulares contra Falun Gong en las escuelas. La CNN comparó la iniciativa de propaganda del gobierno con movimientos políticos pasados como la guerra de Corea y la Revolución Cultural. Más tarde, cuando la opinión pública se volvió contra el grupo, las autoridades chinas comenzaron a permitir el "uso sistemático de la violencia" para eliminar a Falun Gong. En el año siguiente al incidente, Freedom House afirmó que el encarcelamiento, la tortura y la muerte de los practicantes de Falun Gong bajo custodia aumentaron significativamente.

## Antecedentes

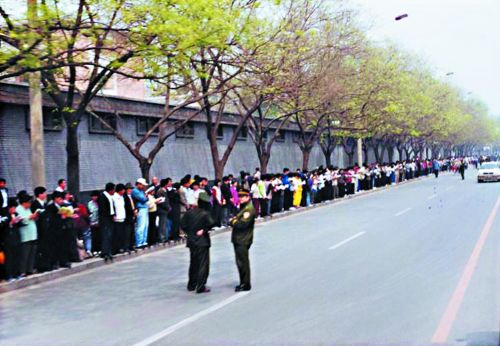
Los practicantes de Falun Gong se manifestaron frente al complejo del gobierno de Zhongnanhai en abril de 1999 para solicitar el fin del acoso oficial de los practicantes de Falun Gong. Poco después, comenzó una persecución nacional de la práctica.

Falun Gong, también conocido como Falun Dafa, es una forma de práctica espiritual de qigong que implica ejercicios de meditación y una filosofía basada en la tradición budista y taoísta introducida por Li Hongzhi en el noreste de China en la primavera de 1992. A fines de la década de 1990, había atraído a decenas de millones de seguidores. Falun Gong inicialmente disfrutó de un reconocimiento oficial durante los primeros años de su desarrollo. Sin embargo, a mediados de la década de 1990, las autoridades chinas intentaron frenar el crecimiento de las prácticas de qigong, promulgando requisitos más estrictos sobre las diversas denominaciones de qigong del país. En 1996, Falun Gong fue objeto de crecientes críticas y vigilancia por parte del aparato de seguridad del país.
El 25 de abril de 1999, más de diez mil practicantes se congregaron fuera de la sede del Partido Comunista de Chino en Zhongnanhai para solicitar reconocimiento legal. Esa noche, el entonces líder del Partido Comunista, Jiang Zemin, emitió una decisión para erradicar Falun Gong. Bajo la dirección de Jiang, el 7 de junio de 1999 se estableció un grupo líder especial dentro del Comité Central del partido para gestionar la persecución. La organización resultante, llamada Oficina 610, asumió el papel de coordinar la cobertura de los medios contra Falun Gong en la prensa estatal, así como influir en otras partes y entidades estatales, como los tribunales y las agencias de seguridad. El 19 de julio, el Comité Central del Partido Comunista emitió un documento que prohíbe efectivamente la práctica de Falun Gong. Al día siguiente, cientos de practicantes fueron detenidos por las fuerzas de seguridad.
La persecución que siguió se caracterizó por una "campaña de propaganda masiva" destinada a justificar la persecución al presentar a Falun Gong como supersticioso, peligroso e incompatible con la ideología oficial. Decenas de miles de practicantes de Falun Gong fueron encarcelados y, a fines de 1999, comenzaron a surgir informes de tortura bajo custodia. Según Ian Johnson, a las autoridades se les dieron amplios mandatos para eliminar Falun Gong y perseguir la conversión coercitiva de los practicantes, pero no se analizaron los métodos que utilizaron. Esto dio lugar al uso generalizado de la tortura, que a veces resultó en la muerte.
La Plaza de Tiananmen ue uno de los principales lugares donde los practicantes de Falun Gong se reunieron para protestar por la persecución, generalmente levantando pancartas en defensa del grupo, o realizando sentadas de meditación pacífica. Ian Johnson, del Wall Street Journal, estimó que para el 25 de abril de 2000, más de 30.000 practicantes habían sido arrestados por intentar manifestarse en Beijing, la mayoría de ellos en o camino a la Plaza de Tiananmen. Setecientos seguidores de Falun Gong fueron detenidos durante una manifestación en la plaza el 1 de enero de 2001.
Las autoridades chinas lucharon durante los primeros años de la persecución para volver la opinión pública contra Falun Gong. En cambio, la campaña generó críticas de un amplio espectro de la sociedad china, con algunos comentaristas haciendo comparaciones con la Revolución Cultural y el tratamiento de la Alemania nazi hacia los judíos. Según Human Rights Watch, "la frustración del liderazgo con el fracaso de sus esfuerzos para desmantelar rápida y completamente a Falun Gong también fue evidente en su campaña mediática". La prensa estatal admitió a fines de 2000 que Falun Gong continuaba organizando protestas en desafío a la prohibición, y proclamó que "las 'grandes masas' tenían que hacerse entender la 'duración, complejidad y ferocidad de nuestra batalla con Falun Gong.'" En enero de 2001, las autoridades chinas lanzaron una nueva ola de propaganda para desacreditar a Falun Gong en la que instaron a las organizaciones de medios estatales a denunciar al grupo.

## Incidente
El 23 de enero de 2001, víspera del Año Nuevo chino, cinco personas en la Plaza de Tiananmen derramaron gasolina sobre sus ropas y se prendieron fuego.
Un equipo de filmación de CNN, que estaba allí en un chequeo de rutina para una posible protesta de Falun Gong, observó a un hombre sentado en la acera al noreste del Monumento a los Héroes del Pueblo en el centro de la plaza. Procedió a verter gasolina sobre sí mismo y se prendió fuego. Los agentes de policía se congregaron rápidamente en la escena y extinguieron las llamas. Poco después, otras cuatro personas en la plaza se prendieron fuego. Uno de los cuatro, un hombre, fue detenido y conducido en una camioneta de la policía.
La CNN informó que al menos dos hombres y en total cinco personas se prendieron fuego después de verter gasolina sobre sí mismos. No vieron a un niño entre los autoinmoladores. El equipo de CNN comenzó a filmar los eventos desde la distancia, pero fueron rápidamente interceptados por la policía militar, quienes detuvieron a los periodistas y confiscaron sus equipos. Luego, las autoridades apagaron las llamas que consumieron la ropa de las otras cuatro personas. Una camioneta de la policía vino a recoger al hombre gravemente quemado, y dos ambulancias llegaron casi 25 minutos después para recoger a los otros cuatro. La plaza estaba completamente cerrada y la seguridad era estricta al día siguiente, la más importante de las fiestas tradicionales chinas. La policía monitoreó el acceso público a la plaza para las celebraciones de Año Nuevo, tenía listos los extintores y evitó que los practicantes de Falun Gong abrieran pancartas.
Xinhua nombró a siete personas involucradas: Wang Jindong (王進東), Liu Chunling (劉春玲), Liu Siying (劉思 影), Chen Guo (陳果), Hao Huijun (郝惠君); Liu Baorong (劉葆榮), Liu Yunfang (劉雲芳) no se habían prendido fuego. Según los informes, Liu Chunling murió en la escena. Unos meses más tarde, los medios estatales anunciaron la muerte de su hija Liu Siying, quien, según las noticias estatales, había sido hospitalizada con quemaduras graves después del incidente. Según los informes, los otros tres estaban "gravemente desfigurados". Beijing negó las solicitudes de los periodistas occidentales para entrevistar a los sobrevivientes, y solo la Televisión Central de China y la Agencia Oficial de Noticias de Nueva China pudieron hablar con sus familiares o colegas.

## Informes de los medios chinos
Xinhua divulgó detalles del incidente a medios extranjeros 2 horas después de que ocurriera la autoinmolación. Xinhua luego distribuyó un comunicado de prensa más completo siete días después el martes 30 de enero en respuesta a otros informes de los medios sobre el incidente. El 31 de enero, una edición especial de 30 minutos del programa de asuntos de actualidad Foro informó al público chino de la versión estatal de los acontecimientos. La Televisión Central de China transmitió imágenes de cinco personas en llamas, supuestamente tomadas por cámaras de vigilancia cercanas.
Las autoridades chinas declararon que las siete personas que habían venido a la Plaza Tiananmen con la intención de inmolarse eran todas de la ciudad de Kaifeng en la provincia de Henan. La agencia de noticias estatal Xinhua afirmó que los autoinmolantes eran "practicantes ávidos" de Falun Gong que habían practicado la práctica entre 1994 y 1997, y que fantasearon durante la semana anterior sobre "cuán maravilloso sería entrar al cielo". Según los informes, seis de ellos tomaron el tren el 16 de enero y se encontraron con Chen Guo, la hija de uno de ellos, a su llegada a Beijing. Los siete acordaron encenderse en diferentes partes de la Plaza a las 2:30 p. m. en el día designado con gasolina de llevadas allí en botellas de refresco de plástico; cada uno había sido armado con dos encendedores en caso de que uno fallara. Según el sitio web de la Asociación China de Estudios Culturales, administrado por el gobierno, Wang Jindong declaró después que el grupo llegó a la Plaza Tiananmen en dos taxis, y los dejaron en el sur del Gran Salón del Pueblo, desde donde caminaron hasta el lugar donde se encenderían ellos mismos. Wang dijo que la policía se le acercó cuando estaba abriendo las botellas de refresco, y se encendió apresuradamente sin asumir la posición de loto. Un comunicado de prensa del gobierno chino dice que Liu Yunfang sintió que la policía pudo evitar que se quemara solo porque no había alcanzado el "nivel espiritual requerido".
Los artículos en Yangcheng Evening News y Southern Daily informaron que la policía tenía evidencia de que algunos reporteros extranjeros tenían conocimiento previo del incidente, y sugirieron que tales reporteros podrían ser acusados de "instigar u encubrir un suicidio". Los medios estatales afirmaron que el vídeo de vigilancia mostraba a seis o siete reporteros de CNN, Associated Press y Agence France-Presse llegando solo 10 minutos antes de que ocurrieran las autoinmolaciones; sin embargo, las tres agencias negaron tener conocimiento previo del incidente — AP y AFP dijeron que no tenían reporteros en la plaza en ese momento, mientras que el jefe ejecutivo de noticias de CNN, Eason Jordan, dijo que el equipo de CNN estaba allí en una revisión de rutina para una posible protesta de Falun. Gong.

## Respuesta de Falun Gong
Inmediatamente después de la autoinmolación, el Centro de Información de Falun Dafa negó que los autoinmoladores pudieran haber sido practicantes de Falun Gong, señalando enfáticamente que las enseñanzas de Falun Gong no aprueban ninguna forma de violencia, y que el suicidio se considera un pecado..
Fuentes de Falun Gong en el extranjero cuestionaron el informe oficial del gobierno chino sobre el evento, y las inconsistencias aparentes en la narrativa oficial del gobierno llevaron a una hipótesis de que el gobierno organizó la autoinmolación para justificar la persecución contra Falun Gong presentando a sus practicantes como irracionales y suicidas. De acuerdo con esta hipótesis, los participantes de la autoinmolación eran actores pagados, y presumiblemente se les aseguró que las llamas se extinguirían antes de causar un daño real.
New Tang Dynasty Television, filial de Falun Gong, produjo un programa llamado Fuego Falso, que analiza las inconsistencias en el reporte del evento en los medios oficiales chinos. 
Basado en una revisión de las imágenes de CCTV, el programa pretende demostrar que los autoinmolantes se pusieron ropa y máscaras a prueba de fuego, y plantea la pregunta de por qué el cabello de los participantes y las botellas aparentemente llenas de gasolina que llevaban no se incendiaron. Las fuentes de Falun Gong también notaron que el comportamiento de los autoinmolantes, los lemas que gritaban y sus posturas de meditación no eran consistentes con las enseñanzas o prácticas de Falun Gong. Además, el análisis cuadro por cuadro del programa de las imágenes de CCTV supuestamente muestra que Liu fue asesinado por un golpe mortal en la cabeza de un hombre con un abrigo militar. El documental Fuego Falso describió la muerte de Liu Siying, de 12 años, en "circunstancias inusuales", y dijo que aparentemente se estaba recuperando bien antes de morir repentinamente el 17 de marzo. Algunas fuentes de Falun Gong argumentan que ella pudo haber sido asesinada por el gobierno como una forma de garantizar su silencio.
El programa sugiere que el tiempo de reacción de los equipos de televisión y la policía estatales en la Plaza Tiananmen demuestra que tenían un conocimiento avanzado del evento. Observaron que los oficiales llegaron casi de inmediato a la escena equipados con numerosos extintores de incendios. Los extintores de incendios no son equipos estándar para la policía en la Plaza Tiananmen; El edificio más cercano que los alojaría estaba a varios minutos de la escena.
La Organización Mundial para Investigar la Persecución de Falun Gong también llamó la atención sobre los retratos de Wang Jindong en la televisión estatal, alegando que el hombre que se autoinmoló en la plaza no era la misma persona que apareció en entrevistas posteriores con CCTV. Señaló un análisis de voz realizado por el Speech Processing Laboratory de la Universidad Nacional de Taiwán, que llegó a la conclusión de que las voces no coincidían, y también señaló que la línea del cabello y las proporciones faciales parecían ser diferentes. Estas observaciones fueron utilizadas para avanzar la teoría de que los autoinmovilizadores eran actores.

## Hallazgos de terceros
Philip Pan, del Washington Post, cuestionó las identidades de algunos de los autoinmolantes y su relación con Falun Gong. Mientras que la agencia estatal de noticias Xinhua había informado que la madre adoptiva de Liu Chunling habló de la "obsesión de Liu con Falun Gong", su "adoración a Li Hongzhi", y que Liu le enseñaría a su hija Falun Gong, Pan encontró a la mayoría de los residentes en Kaifeng se sintió deshonrado por lo que Liu había hecho (es decir, la autoinmolación), pero ninguno de los vecinos de Liu la había observado practicar Falun Gong. Señalaron que había problemas entre Liu y su madre, y el periodista se enteró de que Liu "trabajaba en un club nocturno, tomaba dinero por hacer compañía a los hombres". Según David Ownby, un historiador de la Universidad de Montreal y experto en Falun Gong, la representación de Pan de Liu Chunlin es muy inconsistente con el perfil típico de un practicante de Falun Gong.
Las identidades de los participantes en la Plaza Tiananmen también fueron cuestionadas por un productor de CNN en la escena. Si bien el gobierno chino afirmó que Liu Siying, de 12 años, se había prendido fuego a instancias de su madre, la productora de CNN dijo que no vio niños entre los autoinmoladores.
Varios observadores han señalado que a los periodistas extranjeros no se les permitió entrevistar a las víctimas de autoinmolación que se recuperan en los hospitales. Incluso a los familiares de las víctimas no se les permitía hablar con ellos, según David Ownby. Pan escribió que "Beijing negó las solicitudes de entrevistar a Liu Siying y los otros tres sobrevivientes, todos hospitalizados ... Un funcionario de Kaifeng dijo que solo la Televisión Central de China y la Agencia Oficial de Noticias de Nueva China podían hablar con sus familiares o colegas. Un hombre que abrió la puerta de la casa de Liu remitió preguntas al gobierno". Sin embargo, los sobrevivientes fueron entrevistados por la prensa estatal. En una de esas entrevistas, CCTV entrevistó a Liu Siying, de 12 años. Fuentes gubernamentales informaron que Liu Siying se había sometido a una traqueotomía poco antes de la entrevista. Hablando a través de medios de comunicación aprobados, dijo que su propia madre le dijo que se prendiera fuego para alcanzar el "reino de oro celestial"; periodista Danny Schechter dudaba que el niño hubiera podido hablar con los medios chinos tan pronto después de una traqueotomía, pero Liu Siying parecía estar hablando claro y cantando en la entrevista.
Según Schechter, Xinhua había publicado una declaración inusual sobre la autoinmolación a los medios extranjeros solo unas horas después de que ocurriera el evento, diciendo que esto era inusual porque los temas sensibles en la prensa china casi nunca se informan de manera oportuna. El protocolo habitual es la aprobación por parte de varios funcionarios del partido antes de la publicación, lo que suele llevar bastante tiempo. Ian Johnson observó de manera similar que los medios estatales "informaron la muerte [de la víctima] con una rapidez inusual, lo que implica que la muerte ocurrió antes de lo informado o que los medios generalmente cautelosos tenían la aprobación de alto nivel para enviar informes electrónicos y un despacho televisado".
También se plantearon preguntas sobre el origen de las imágenes del evento y la velocidad con la que aparecieron los equipos de cámaras en escena. Los medios del gobierno chino informaron que las tomas de primer plano en su vídeo provenían de cintas confiscadas a la CNN. Los representantes de CNN argumentaron que esto era imposible, sin embargo, ya que sus reporteros fueron detenidos poco después del comienzo del evento y no se les permitió filmar el resto. Pan también sospechaba del posicionamiento de las cámaras y del hecho de que los primeros planos mostrados en la televisión china fueron tomados sin interferencia policial. "En algunos, la cámara está claramente detrás de las barricadas policiales", dice el artículo del Washington Post. Además, las imágenes de la cámara de vigilancia aérea parecían mostrar a un hombre filmando la escena usando una pequeña cámara de mano, en lugar de una cámara grande del tipo utilizado para los informes de noticias de televisión.
The Age comentó que la "disponibilidad inmediata de extintores de incendios y equipos oficiales de televisión y la falta de verificación sobre las víctimas" plantearon preguntas sobre si las autoridades tenían un conocimiento avanzado de la autoinmolación. La policía estuvo en la escena de la autoinmolación en 90 segundos con numerosos equipos de extinción de incendios. Se citó a un periodista europeo que dijo: "Nunca he visto policías patrullando en la plaza Tiananmen con extintores. ¿Cómo es que todos se presentaron hoy? La ubicación del incidente es al menos 20 minutos ida y vuelta desde el edificio más cercano: el Gran Salón del Pueblo". John Gittings de The Guardian declaró, sin embargo, que era una práctica común en muchos países que los operadores de cámaras de la policía estuvieran disponibles cuando se anticipa un disturbio público; la policía utilizó extintores de incendios a pequeña escala del tipo que se transporta en vehículos públicos, muchos de los cuales se encuentran habitualmente en la plaza.

## Disputa
Después del incidente, los detalles de por qué los individuos estuvieron involucrados han sido y siguen siendo objeto de disputa entre representantes de Falun Gong, el gobierno chino y otros observadores.
Un desafío importante para llegar a una evaluación definitiva del evento es que la corroboración independiente de las reclamaciones del gobierno no ha sido posible. Según Human Rights Watch (HRW), la falta de información independiente hizo del incidente una de las historias más difíciles de reportar para los periodistas en Beijing. El New York Times declaró que las afirmaciones contradictorias eran difíciles de evaluar "con propaganda que llegaba desde extremos aparentemente opuestos del universo ... especialmente porque los practicantes restantes de Falun Gong han sido conducidos bajo tierra".
La investigación de Philip Pan, y otras inconsistencias destacadas por las organizaciones de Falun Gong, llevaron a algunos periodistas y otros observadores a considerar la posibilidad de que la autoinmolación no fuera tan sencilla como sugerían las cuentas de los medios oficiales chinos. En la Revisión Nacional, Ann Noonan de la Fundación de Investigación Laogai sugirió que "no era una hipótesis descabellada" que el gobierno escenificara el incidente o le permitiera proceder a desacreditar a Falun Gong, ya que el gobierno prometió aplastar la práctica antes de la Celebraciones del 80.º aniversario del Partido Comunista en julio. Clive Ansley, un abogado defensor de los derechos con sede en Vancouver que vivió en China durante la autoinmolación, sugirió que una respuesta dramática de Falun Gong habría sido comprensible, pero finalmente concluyó que el evento fue organizado: "Tienes gente de Falun Gong en este país, han sido oprimidos una y otra vez, no se les permite hablar, no se les permite hacer valer ninguno de sus derechos como ciudadanos, el nivel de frustración debe ser terriblemente alto.. Puedo entender a las personas que hacen eso ... pero, al final descubrimos que fue escenificado de todos modos, no era real. fue completamente escenificado por el gobierno".
En su libro de 2001 sobre Falun Gong, el periodista Danny Schechter se basó en evidencia de fuentes de Falun Gong, de Philip Pan, y en entrevistas con otros periodistas para concluir que la autoinmolación fue orquestada por el gobierno chino. Citando la investigación de Schechter, la antropóloga Noah Porter escribió que "se ha proporcionado evidencia convincente de que los eventos descritos por los medios chinos son al menos engañosos, si no un engaño completo", también afirmando "incluso si hubo personas que se prendieron fuego y consideraron ellos mismos practicantes de Falun Gong, no serían representativos de los practicantes de Falun Gong".
Al revisar las narraciones divergentes sobre la identidad de las víctimas de autoinmolación, el historiador David Ownby concluyó que "aunque los argumentos de los practicantes de Falun Gong parecen convincentes, es muy difícil llegar a un juicio final sobre la autoinmolación. ... hay personas desesperadas en China (y en otros lugares) que harán cualquier cosa por dinero (que iría a sus familias en cualquier caso, se supone, a menos que las autoridades hayan prometido rescatarlos antes de que las llamas puedan hacerles daño). O todo el evento podría haber sido organizado. Pero parece tan posible que quienes se prendieron fuego podrían haber sido practicantes de Falun Gong nuevos o no educados, haber descubierto y practicado Falun Gong por su cuenta (y mal) en el período posterior a la represión y, por cualquier razón, decidieron hacer el último sacrificio".
Otros activistas de derechos humanos especularon que los cinco que se prendieron fuego lo hicieron para protestar por la represión del gobierno contra Falun Gong. Barend ter Haar estaba abierto a la idea de que los autoinmoladores eran practicantes de Falun Gong, y postuló que los antiguos budistas pueden haber traído consigo la "respetable tradición budista de autoinmolación como un sacrificio al Buda". Intentó explicar las inconsistencias al sugerir que el gobierno pudo haber fabricado un vídeo propio cuando se dieron cuenta del potencial mediático de los suicidios.
Francesco Sisci, editor de Asia de La Stampa, apoyó la posibilidad de que los autoinmolantes fueran practicantes de Falun Gong, escribiendo en el Asia Times que "nadie creía que el gobierno podría haber pagado a una madre para incendiarse a sí misma y a su hija, o que ella fue tan leal al Partido Comunista que fingió ser miembro de Falun Gong y se suicidó a sí misma y a su única hija, incluso si el maestro de Falun Gong Li Hongzhi prohibiera el suicidio..." En opinión de Sisci, los funcionarios chinos cometieron un error al arrestar a periodistas extranjeros en Tiananmen: "filmar de forma independiente las imágenes de los procedimientos podría haber sido la mejor prueba de la locura de Falun Gong". En cambio, cuando el gobierno denunció el episodio, parecía propaganda".
Time notó algo de la confusión en torno a las opiniones contradictorias sobre la autoinmolación; un practicante de Falun Gong de Beijing entrevistado pareció aceptar que los autoinmolantes eran practicantes involucrados en protestas, mientras que las organizaciones de Falun Gong en el extranjero negaron cualquier participación. Time también especuló que la "falta de solidaridad" en Falun Gong estaba contribuyendo a la sensación de desesperación de los practicantes de China continental que pueden sentirse fuera de contacto con el liderazgo exiliado. El reportero de The Guardian, John Gittings, informó que algunos observadores creían que era posible que los autoinmoladores actuaran con desesperación y confusión.
Algunos observadores han especulado que si los participantes eran practicantes de Falun Gong, podrían haber recurrido a la autoinmolación en respuesta a la publicación de una nueva escritura de Li Hongzhi publicada el 1 de enero de 2001, "Más allá de los límites de la tolerancia". Un artículo escrito por una colección de practicantes de Falun Gong de China continental y publicado en el sitio web principal de Falun Gong en idioma chino señaló que la escritura había causado confusión tanto entre los practicantes de Falun Gong como "en la sociedad", y que algunas personas se preguntaban si Falun Gong lo haría. recurrir a la violencia para resistir la persecución. Los autores escribieron que esto no ocurriría, ya que la violencia sería contraproducente y contraria a las enseñanzas centrales de la práctica. Un portavoz de Falun Gong aclaró que la nueva escritura simplemente significaba que era hora de "sacar a la luz la verdad" sobre los abusos de los derechos humanos cometidos por el gobierno chino. No obstante, Gittings postuló que la escritura puede haber confundido a los seguidores de Falun Gong, particularmente en China continental. Matthew Forney escribió en la revista Time que el mensaje de Li se había extendido a China a través de Internet y redes informales de seguidores, y especuló que podría haber motivado a los practicantes más radicales allí. David Ownby escribió que encontró que el breve mensaje era "difícil de interpretar": en su superficie, la escritura se parecía a un "llamado a las armas" contra lo que Li describió como "seres malvados que ya no tienen naturaleza humana o pensamientos rectos". Sin embargo, Ownby dijo que ningún practicante con el que habló vio la escritura como una "luz verde" para la acción violenta. En cambio, los practicantes habían interpretado que significaba exactamente lo contrario, que podían resistir sin violencia la represión sin culpa; podrían dejar de "simplemente rendirse a la policía en el primer momento de una confrontación. Podrían huir, podrían organizarse, en una palabra, estaban libres de cualquier restricción que la necesidad de "soportar" les había impuesto previamente". En una entrevista con el Washington Post, Ownby señaló que Li no respalda el suicidio en ninguna de sus declaraciones recientes, "Pero un practicante al final de su cuerda en China ciertamente podría ver [las declaraciones] como un respaldo al martirio, y quizás elegir sus propios medios para lograr eso".

## Secuelas

### Campaña mediática y opinión pública
La cobertura del evento en los medios estatales dio como resultado un mayor apoyo a los esfuerzos de persecución del partido contra Falun Gong y erosionó la simpatía pública por el grupo. Time informó que antes del incidente de autoinmolación, muchos chinos habían sentido que Falun Gong no representaba una amenaza real y que la persecución del estado había ido demasiado lejos. Después del evento, sin embargo, la campaña mediática de China contra Falun Gong ganó una tracción significativa. La Organización Mundial para Investigar la Persecución de Falun Gong informó que la hostilidad hacia Falun Gong por parte del público en general aumentó, el gobierno había intensificado su campaña y acusó que aumentaron los "crímenes de odio" dirigidos a Falun Gong. Un diplomático occidental comentó que el público cambió de simpatizar con Falun Gong a ponerse del lado del Gobierno, el consenso popular aparentemente cambió por historias de interés humano y relatos de esfuerzos de rehabilitación de ex practicantes. Østergaard cree que, en retrospectiva, la escritura de Año Nuevo fue el mayor regalo de Li para el estado, ya que las autoinmolaciones marcaron un punto de inflexión que puso fin al apoyo doméstico para el movimiento.
El incidente de autoinmolación recibió una cobertura prominente en los medios oficiales chinos, que según los analistas tomaron una línea propagandística. Según Philip Pan, el Partido Comunista "lanzó una campaña total para utilizar el incidente para demostrar su afirmación de que Falun Gong es un culto peligroso y para volver a la opinión pública en China y en el extranjero contra el grupo ... Todas las mañanas y noches, los medios controlados por el estado llevan a cabo nuevos ataques contra Falun Gong y su líder con sede en Estados Unidos, Li Hongzhi". Se produjeron carteles, folletos y vídeos que detallaban los supuestos efectos perjudiciales de la práctica de Falun Gong. El New York Times informó que el público fue "bombardeado con imágenes gráficas del acto en la televisión y en los periódicos". En las escuelas de China, se programaron clases regulares contra Falun Gong. Ocho millones de estudiantes se unieron a la "Acción contra el culto de las comunidades juveniles civilizadas de toda la nación". Doce millones de niños fueron obligados a presentar escritos que desaprobaban la práctica.
Un mes después del incidente de la plaza de Tiananmen, las autoridades publicaron un documento titulado La historia completa del incidente de autoinmolación creado por los fanáticos de Falun Gong en la plaza de Tiananmen, que contenía fotografías en color de cuerpos carbonizados. La "Oficina para la Prevención y Manejo de Sectas Malignas" del Consejo de Estado declaró después del evento que estaba lista para formar un frente unido con la "lucha global contra las sectas". Las reuniones tuvieron lugar en fábricas, oficinas, universidades y escuelas, y los líderes religiosos aprobados en todo el país habían entregado denuncias de Falun Gong. En Kaifeng, la oficina de correos emitió un matasellos anti-Falun Gong, y 10.000 personas firmaron una petición denunciando al grupo.

### Violencia y reeducación
El Washington Post informó que las autoridades chinas se beneficiaron del giro en la opinión pública contra Falun Gong que siguió a la autoinmolación, aprovechando la oportunidad de sancionar "el uso sistemático de la violencia contra el grupo". Según el Post, las autoridades "establecieron una red de clases de lavado de cerebro y se embarcaron en un esfuerzo minucioso para eliminar a los seguidores barrio por barrio y lugar de trabajo por lugar de trabajo". Las tácticas de "reeducación" empleadas incluyeron palizas, descargas con porras eléctricas y clases intensivas de anti-Falun Gong.
Según un informe publicado en el Wall Street Journal, en febrero de 2001, la Oficina 610 "aumentó la presión sobre los gobiernos locales" para implementar la campaña contra Falun Gong. En particular, emitió nuevas instrucciones detalladas que requerían que todos los que continuaban practicando activamente Falun Gong fueran enviados a prisión o campos de trabajo, y que las familias y los lugares de trabajo debían aislar y controlar socialmente a las personas que se negaron a renunciar a la práctica. Este fue un cambio del pasado, cuando los funcionarios locales a veces toleraban a Falun Gong con la condición de que se practicara en privado. Según Freedom House, en el año siguiente al incidente, la escala de encarcelamiento, tortura y muerte de los practicantes de Falun Gong bajo custodia aumentó significativamente. Según Freedom House, "meses de implacable propaganda lograron volver a la opinión pública contra el grupo". Durante el año siguiente, la escala de encarcelamiento, tortura e incluso la muerte de practicantes de Falun Gong por abuso bajo custodia aumentó dramáticamente".

### Impacto en la resistencia de Falun Gong
La autoinmolación requirió un cambio de táctica para Falun Gong. La Plaza Tiananmen había sido "contaminada permanentemente" como lugar de protesta, según el periodista Ethan Gutmann, y las manifestaciones diarias de Falun Gong en Beijing casi cesaron por completo. Según Human Rights Watch, los practicantes pueden haber concluido que "las protestas habíandejado de ser útiles para demostrar abusos chinos o para informar a una audiencia extranjera de la inocuidad de Falun Gong". Los practicantes de la diáspora que viven en el extranjero centraron sus atenciones en hacer correr la voz sobre el trato a los practicantes por parte del gobierno chino, emitiendo informes a las Naciones Unidas y organizaciones de derechos humanos, organizando marchas públicas y huelgas de hambre fuera de China, y documentando abusos contra los derechos humanos en sitios web. Dentro de China, los practicantes usaron correos masivos y entregaron literatura para "difundir la verdad" y contrarrestar las acusaciones del gobierno contra ellos. En un comunicado de prensa de agosto de 2001, el Centro de Información de Falun Dafa, con sede en Estados Unidos, notó este cambio de estrategia y dijo que los practicantes chinos "a veces también logran publicar grandes carteles y pancartas en las principales carreteras. Incluso instalaron altavoces en tejados o árboles alrededor de campos de trabajo forzado y en áreas densamente pobladas para transmitir noticias sobre los abusos contra los derechos humanos".
En 2002, los practicantes de Falun Gong en Changchun transmitieron con éxito el vídeo Fuego Falso en la televisión estatal china, interrumpiendo la programación programada durante 50 minutos. Liu Chengjun, un practicante de Falun Gong que pirateó la señal de satélite, fue arrestado y sentenciado a prisión, donde murió 21 meses después, presuntamente torturado hasta la muerte. Las cinco personas restantes detrás del secuestro de la televisión también fueron encarceladas y, según los informes, todas murieron o fueron torturadas hasta la muerte bajo custodia.

### Destino de los autoinmoladores
Cinco de las personas involucradas en el incidente fueron sentenciadas a mediados de 2001. Aunque la agencia oficial de noticias Xinhua había descrito los procedimientos como un "juicio público", solo el último día del juicio de un mes fue público y consistió principalmente en la lectura de veredictos. The Guardian informó que el último día del juicio de un mes, Xinhua había emitido, a media mañana, un informe completo de los veredictos; People's Daily había producido su propio editorial por la tarde.
487/5000
Liu Yunfang, nombrado como el autor intelectual, recibió una cadena perpetua; Wang Jindong recibió 15 años. Otros dos cómplices, un hombre de 49 años llamado Xue Hongjun, y una mujer de Beijing de 34 años llamada Liu Xiuqin que aparentemente proporcionó alojamiento al grupo y ayudaron en la preparación del incidente, fueron condenados a 10 y 7 años. en prisión respectivamente. Liu Baorong, quien había "reconocido su crimen", escapó del castigo porque su papel en la planificación del evento fue menor. Después de haber negado el acceso de los medios extranjeros a las víctimas de autoinmolación durante el año anterior, en abril de 2002 el gobierno arregló para que la prensa extranjera entrevistara a los supuestos sobrevivientes de la autoinmolación en presencia de funcionarios estatales. Los entrevistados refutaron las afirmaciones de que la autoinmolación se realizó, mostrando sus heridas por quemaduras como evidencia, y denunciaron a Falun Gong mientras expresaban su apoyo al manejo del grupo por parte de las autoridades. Cuando se le preguntó por qué se prendieron fuego, Hao Huijun respondió que se había dado cuenta de la inutilidad de escribir cartas y demostrar agitando pancartas, "así que finalmente decidimos ... para hacer un gran evento para mostrar nuestra voluntad al mundo. ... Queríamos mostrarle al gobierno que Falun Gong era bueno". En el momento de la entrevista, se dijo que Chen Guo y su madre todavía estaban en el hospital, ambos habían perdido las manos, los oídos y la nariz. Los ojos de su madre estaban cubiertos de injertos de piel. Wang Jindong, con quemaduras en la cara, dijo que se sentía "humillado por mi estupidez e ideas fanáticas".